# 浜松日産自動車
浜松日産自動車株式会社（はままつにっさんじどうしゃ）は、静岡県浜松市に本社を置く、日産自動車の連結子会社の販売会社である。

## 概要
2007年に日産プリンス浜松と合併した。
合併のためにディーラー密集地帯で「自動車街」と呼ばれる浜松市中央区の和田地区に同社販売店が4店舗密集したため、和田東店をSUV・セダン、和田中央店をスポーティーカー、和田西店をコンパクト・軽、ささがせ店をミニバンに特化させた「わだパーク」を設立した。

## 沿革
- 2003年4月1日 - 静岡県内の日産ディーラーの再編に伴い、静岡県西部エリアにあった静岡日産自動車と旧・東海日産モーターの店舗を統括する、浜松日産自動車（初代）が発足。
- 2007年4月1日 - 日産プリンス浜松に、県内販社の再編で誕生した浜松日産自動車が合併。同時に浜松日産自動車に社名変更。
- 2007年11月 - 旧系列ごとに店舗が存在する浜松市東区和田地区の店舗を車種のタイプ別に販売を行う店舗として実験的営業戦略を実施。
- 2015年12月 -  レディーファーストショップである入野店にpepper配属。

## 定休日
- 水曜日
- 変則的な火曜日休み

## 静岡県内の他日産車販売店
- 日産プリンス静岡販売
- 静岡日産自動車

## 事業所
浜松市中央区
- 葵店 - 浜松市中央区葵東2丁目17-1
- 伊場店 - 浜松市中央区西伊場町47-5
- 向宿店 - 浜松市中央区向宿2丁目10-1
- 森田店 - 浜松市中央区森田町53
- 領家店 - 浜松市中央区領家2丁目1-8
- ささがせ店 - 浜松市中央区篠ヶ瀬町1079
- 有玉店 - 浜松市中央区有玉南町2258-1
- 和田西店 - 浜松市中央区和田町761
- 和田中央店 - 浜松市中央区和田町597
- 和田東店・法人営業部 - 浜松市中央区和田町685
- 入野店 - 浜松市中央区入野町9641-1
- 白羽店 - 浜松市中央区白羽町638-1
- 初生店 - 浜松市中央区初生町344-3

浜松市浜名区
- 浜北於呂店 - 浜松市浜名区於呂1447-1
- 浜北根堅店 - 浜松市浜名区根堅2003-1
- 浜北内野店 - 浜松市浜名区内野4588-1

磐田市
- 磐田上岡田店 - 磐田市豊島317-1
- 磐田豊田店 - 磐田市宮之一色375

掛川市
- セントラル掛川店 - 掛川市細田275-1

袋井市
- 袋井川井店 - 袋井市川井1117-1

湖西市
- 湖西南店 - 湖西市新居町中之郷1405-1
- 湖西北店 - 湖西市新居町中之郷4020

菊川市
- 小笠店 - 菊川市高橋3943

中古車
- Ucars浜松インター店 - 浜松市東区流通元町14-1
- Ucars宮竹店 - 浜松市東区和田町778
- Ucars市野店 - 浜松市東区中田町754-7
- Ucars掛川店 - 掛川市大池633-1